# Бубнов, Сергей Викторович
Сергей Викторович Бубнов (бел. Сяргей Віктаравіч Бубноў; род. 13 апреля 1989, Борисов, Минская область) — белорусский футболист, нападающий.

## Клубная карьера
Воспитанник борисовской ДЮСШ-2. Первый тренер — Григорий Трофимович Гурский. С 2006 по 2009 год являлся игроком дублирующего состава БАТЭ. В сезоне 2007 года являлся одним из лучших бомбардиров команды в первенстве дублёров. В 2008 и 2009 годах выступал на правах аренды в клубах чемпионата Беларуси — «Дариде» и «Сморгони», где игроком основного состава не стал.
В 2010 году перешёл в «Руденск» из Первой лиги Беларуси, где играл на протяжении трёх сезонов. В 2012 году команда заняла последнее место в Первой лиги и из-за финансовых проблем была расформирована.
Является детским тренером в минской академии футбола «Стандарт». В сезоне 2019/20 играл за мини-футбольный клуб «Виктория» в чемпионате Минска.

## Карьера в сборной
В 2005 году выступал за юношескую сборную Беларуси до 17 лет. Вместе со сборной до 19 лет стал победителем Мемориала Гранаткина 2007 года.